# Sanktuarium Miłosierdzia Bożego w Ożarowie Mazowieckim
Sanktuarium Miłosierdzia Bożego w Ożarowie Mazowieckim – rzymskokatolicki kościół parafialny i sanktuarium należące do dekanatu laseckiego archidiecezji warszawskiej.
W 1977 roku została przedstawiona na ręce wojewody warszawskiego prośba o wydanie zezwolenia na podjęcie budowy świątyni. Jego Eminencja ksiądz kardynał Stefan Wyszyński – ówczesny prymas Polski parafię w Ożarowie Mazowieckim powierzył na stałe księżom pallotynom. Rozpoczęli oni bezpośrednie przygotowania do budowy kościoła, który miał być wotum wdzięczności za ocalenie pallotynów oraz całej Polski w czasie drugiej wojny światowej. W tym samym roku rozpoczęła się budowa nowej plebanii i świątyni. W 1980 roku został położony kamień węgielny, poświęcony przez papieża Pawła VI. Uroczystości przewodniczył ks. kardynał Stefan Wyszyński, prymas Polski. W 1985 roku do pełnienia funkcji liturgicznych został przygotowany kościół dolny pod wezwaniem Najświętszej Maryi Panny Matki Emanuela. Kościół górny został ukończony i konsekrowany w 1989 roku przez ówczesnego prymasa polski Kardynała Józefa Glempa. Architektami świątyni byli: Franciszek Bednarz, Leszek Klajnert, Janusz Maliszewski. Witraże zostały wykonane przez: Michała Zaborowskiego, Andrzeja Janotę. Prace stolarskie są dziełem Ryszarda Soroki. Konsultantem ze strony pallotynów był ksiądz profesor Stanisław Kobielus. 
6 kwietnia 1997 roku ówczesny ksiądz prymas kardynał Józef Glemp podniósł kościół do rangi sanktuarium.